# Silnice s inundačním mostem (Pardubice)
Silnice s inundačním mostem představuje zachovaný úsek bývalé císařské silnice vedoucí z Pardubic do Hradce Králové, zřízené v letech 1818 – 1826, vedoucí v náspu od bývalého Labského mostu do dnešního sídliště Cihelna, s kamenným inundačním mostem a lipovou alejí.
Císařské silnice, tvořící základ moderní silniční sítě, byly stavěné a udržované podle patentu císařovny Marie Terezie z r. 1778. Pardubice byly na moderní silniční síť připojeny v letech 1818 – 1826 nově postavenou císařskou silnicí Hradec Králové – Pardubice – Chrudim (nynější silnice I/37). Od labského mostu byla silnice prodloužena k Opatovicím už v r. 1823. 

## Popis
Dochovaný úsek císařské silnice vedoucí od historického centra Pardubic na Bohdaneč a Hradec Králové, tvoří část ulice Kunětická vedoucí výrazném terénním náspu od lávky nad jezem až po kruhový objezd na Cihelně. Část náspu nahrazuje kamenný inundační most, chránící v dobách před regulací Labe a navýšením hráze komunikaci před občasnými záplavami.
Samotný inundační most tvoří tři nespojité úseky. Jižní je kratší se dvěma plochými segmentovými oblouky. Střední část tvoří dva oblouky. Severní úsek je výrazně delší, s šesti segmentovými oblouky vyššího vzepětí, na mohutných dělících pilířích, částečně zasypaných terénem ze sousedícího pole. Mostovka a silnice je provedena z žulových podélných kostek (kočičích hlav), část je překryta starými vrstvami asfaltu.

## Galerie

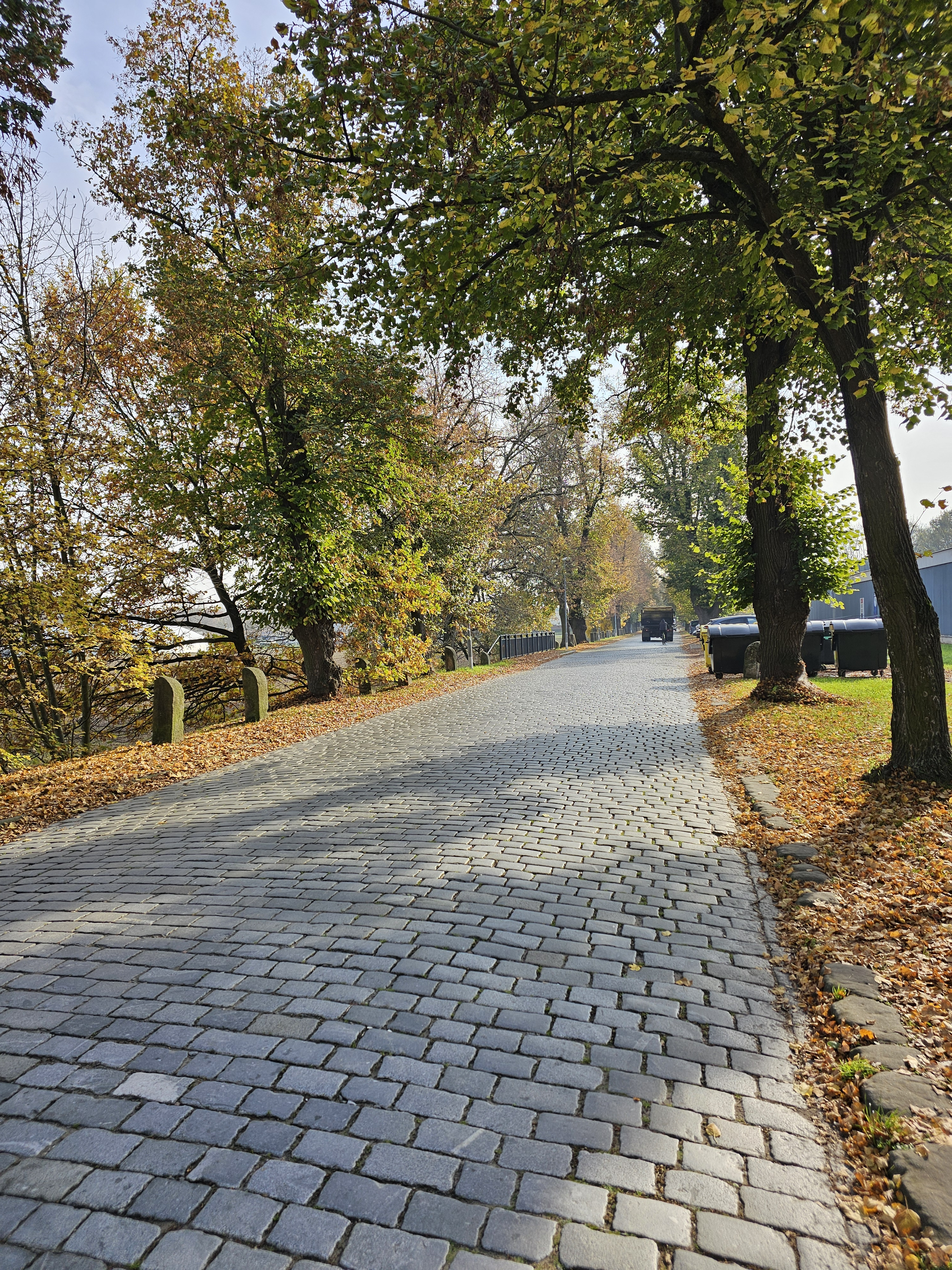
silnice s inundačním mostem v Pardubicích
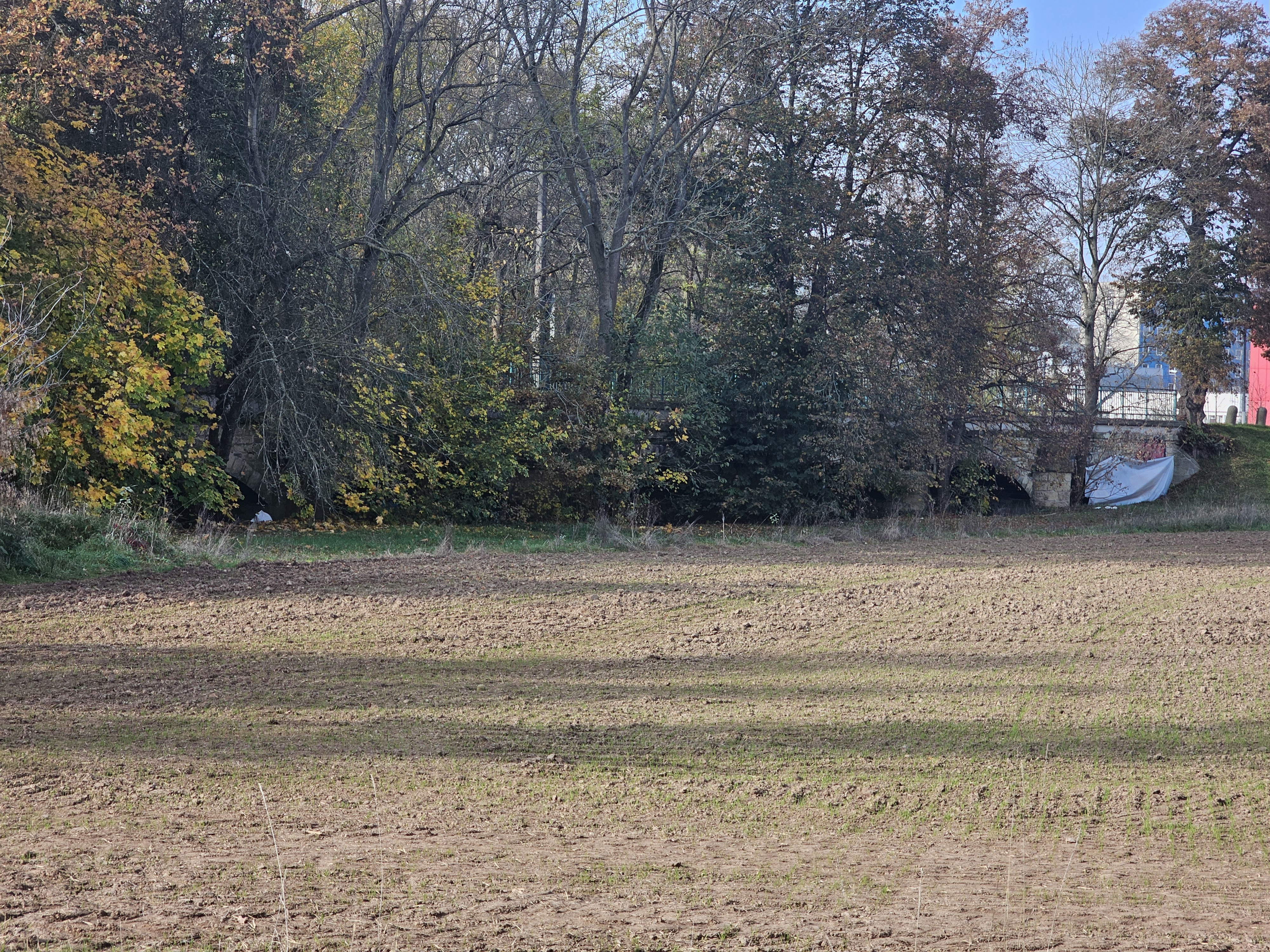
Inundační most Pardubice